# Jim Lee
Jim Lee (nascido: 이용철; Seul, Coreia do Sul, 11 de agosto de 1964) é um desenhista, arte-finalista, roteirista e editor de histórias em quadrinhos sul-coreano naturalizado americano. É considerado um dos maiores desenhistas do mundo, e ganhou o prêmio especial Harvey por novo talento em 1990, sendo famoso por seu estilo detalhista e dinâmico.
Trabalhou para Marvel Comics fazendo os desenhos dos X-Men entre outros. Saiu da Marvel e fundou a Wildstorm, cansou de dirigir a empresa e a vendeu para DC Comics alegando que não desenhava enquanto estava dirigindo a empresa. Acabou indo trabalhar na própria DC Comics, desenhando o Batman de início (Batman:Silêncio) e depois o Superman. Em 18 de fevereiro de 2010, Jim Lee foi anunciado como o novo co-editor da DC Comics ao lado de Dan DiDio, ambos substituindo Paul Levitz.